# Günther Kruse
Günther Kruse   (5 de julio de 1934 – 18 de enero de 2007) fue un atleta argentino especializado en lanzamiento de disco

## Trayectoria
Kruse compitió en los Juegos Olímpicos de Melbourne 1956, donde finalizó en undécimo lugar, alcanzando los 49.89 metros. Posteriormente obtuvo la medalla de oro en los Juegos Iberoamericanos de atletismo de 1960 y en el Campeonato Sudamericano de Atletismo de 1961. 
Kruse estableció su mejor marca personal en 1956, con 52.84 metros.